# Kappl
Kappl – gmina w Austrii, w kraju związkowym Tyrol, w powiecie Landeck. Leży w dolinie Paznaun, pośród alpejskich trzytysięczników. Liczba ludności w gminie wynosi 2608 osób (1 stycznia 2015), co daje 27 mieszkańców na km² i sytuuje Kappl na drugim miejscu pod względem gęstości zaludnienia w całej dolinie Paznaun.

## Położenie
Kappl leży na wysokości 1258 m n.p.m. w dolinie Paznaun, pomiędzy dwoma łańcuchami górskimi: Samnaungruppe i Verwallgruppe. Na obszarze gminy znajduje się 96 uroczysk, przez co Kappl jest najobfitszą w uroczyska gminą w całej Austrii.

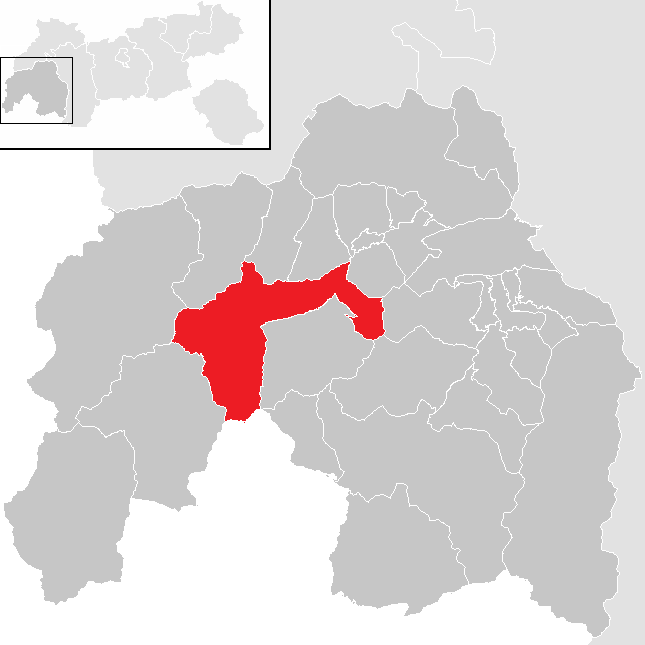
Położenie gminy Kappl

## Historia
Naukowcy datują powstanie pierwszej osady w Paznaun na IX wiek. Założona miała zostać na terenie dzisiejszego Ischgl przez Retoromanów z Engadyny. W XIII wieku obszar powiatu Landeck, do którego należała też część Paznaun (dzisiejsza gmina Kappl), przeszedł pod panowanie hrabstwa von Ulten i po wygaśnięciu tego rodu – pod panowanie hrabstwa von Tirol. Pierwsze wzmianki w dokumentach datowane są na rok 1252 (datę powstania Niederhofu), zaś sama miejscowość została wspomniana w kronikach w roku 1370.
Obszar dzisiejszej gminy Kappl przeszedł do historii jako sceneria wielu wojen i bitew: W latach 1406–08, w okresie walk wyzwoleńczych, mieszkańcy znaleźli się pod okupacją ludu z Appenzell Innerrhoden, zaś podczas wojen napoleońskich strzelcy z Kappl byli zobowiązani do gotowości bojowej.
Aż do XVI wieku Kappl funkcjonowało pod nazwą Zehent Paznaun, później za sprawą kaplicy św. Antoniego zostało przemianowane. W trakcie kontrreformacji w wielu małych osadach należących do gminy, powstały kapliczki, żeby mieszkańcy mogli odprawiać nabożeństwa w okolicy swoich domostw. Obszar parafii Langesthei był aż do XVII wieku nadzorowany przez parafię Kappl. Powodem późniejszego odłączenia były trudności w przedostaniu się do Kappl. Wtedy też, w roku 1698 powstał pierwszy kościół. Pod koniec XVIII wieku, w wyniku wprowadzenia obowiązku szkolnego powstały również szkoły w Kappl i Langesthei.
Dzisiejszy, ekologiczny charakter miasta ma swoje źródło w wielkiej powodzi, która nawiedziła Kappl w 2005 roku. Od tego czasu – choć szkód wywołanych przez to wydarzenie nie widać – mieszkańcy Kappl z wielkim szacunkiem i poważaniem odnoszą się do sił natury. W wyniku powodzi w Paznaun w 2005 roku w dniach 23-26 sierpnia, dolina została odcięta od reszty Tyrolu, dotrzeć do niej można było tylko przez Silvretta-Hochalpenstraße w Vorarlbergu. Wskutek powodzi Kappl ucierpiało wtedy najdotkliwiej.

## Gospodarka
W roku 1570 w Kappl zanotowano około 550 osób, które przystąpiły do komunii świętej i posiadały podstawowe wykształcenie. Pozostali mieszkańcy nie potrafili czytać ani pisać. Ponadto od 500 do 700 osób miało problemy z utrzymaniem się i wyżywieniem.

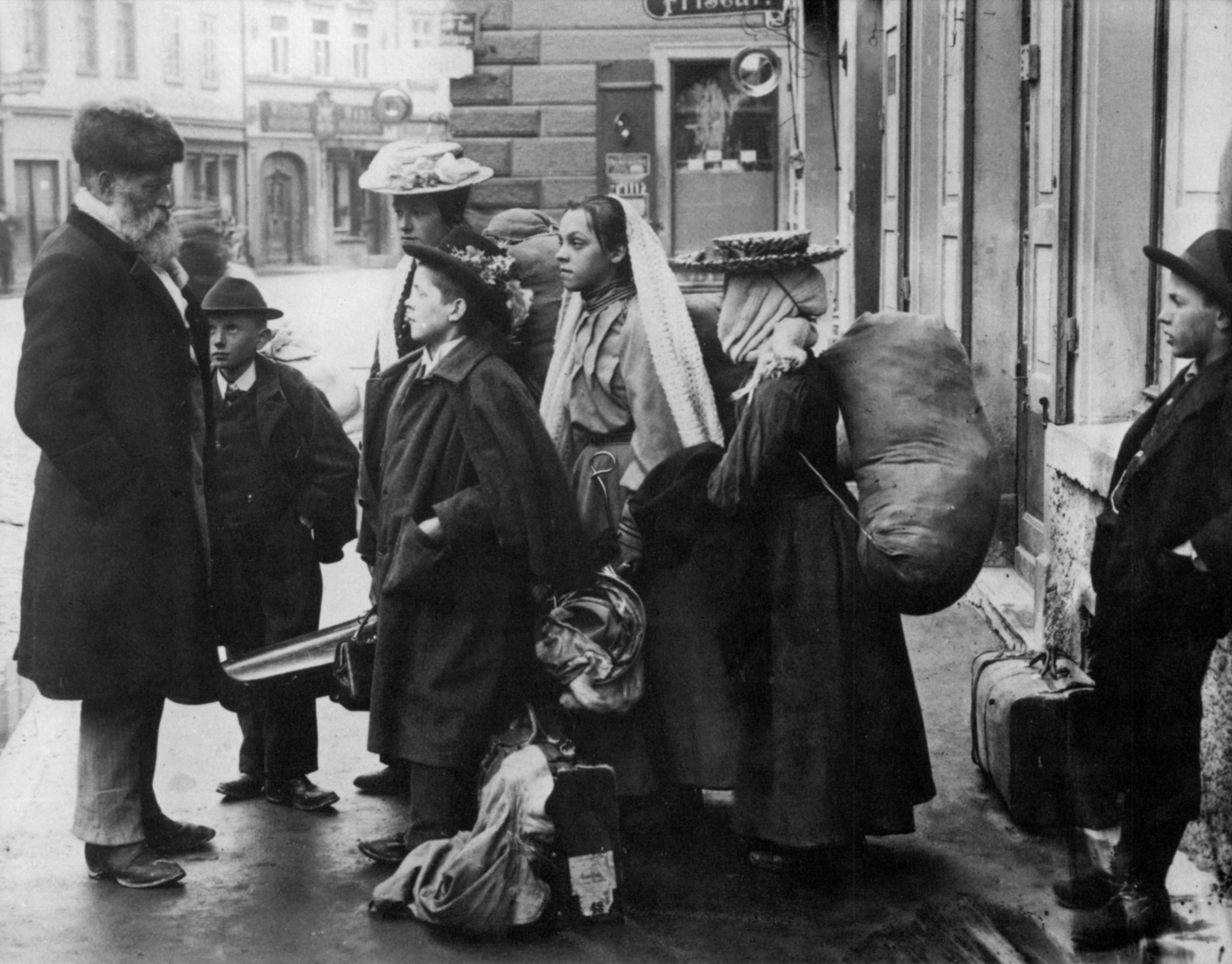
Dzieci w kapeluszach, ok. 1900

W związku ze wzrastającą liczbą mieszkańców w XVII wieku mieszkańcy zmuszeni byli szukać pracy poza Kappl i wyruszali jako murarze, kamieniarze, stolarze czy budowlańcy w kierunku południowych Niemiec, do Luksemburga, ale też do Francji i Szwajcarii.
Na południe, w poszukiwaniu pracy u rolników, wyruszyły też dzieci, by latem na obcych gospodarstwach zarobić pieniądze na utrzymanie swoje i swoich rodzin. Nazwane Schwabenkinder (dzieci Szwabów) lub Hütekinder (dzieci w kapeluszach, ze względu na noszone przez nie charakterystyczne nakrycia głowy) wędrowały za chlebem od początku XVII wieku, zaś najwięcej było ich w wieku XIX. Wędrówki dzieci zakończyły się wraz z wybuchem I wojny światowej, lecz częściowo trwały jeszcze nawet w dwudziestoleciu międzywojennym.
Po wojnie problem opuszczania rodzimej wioski wśród dzieci i dorosłych minął. We wszystkich gałęziach gospodarki - przede wszystkim w turystyce i budownictwie odnotowano znaczne ożywienie.

## Zabytki

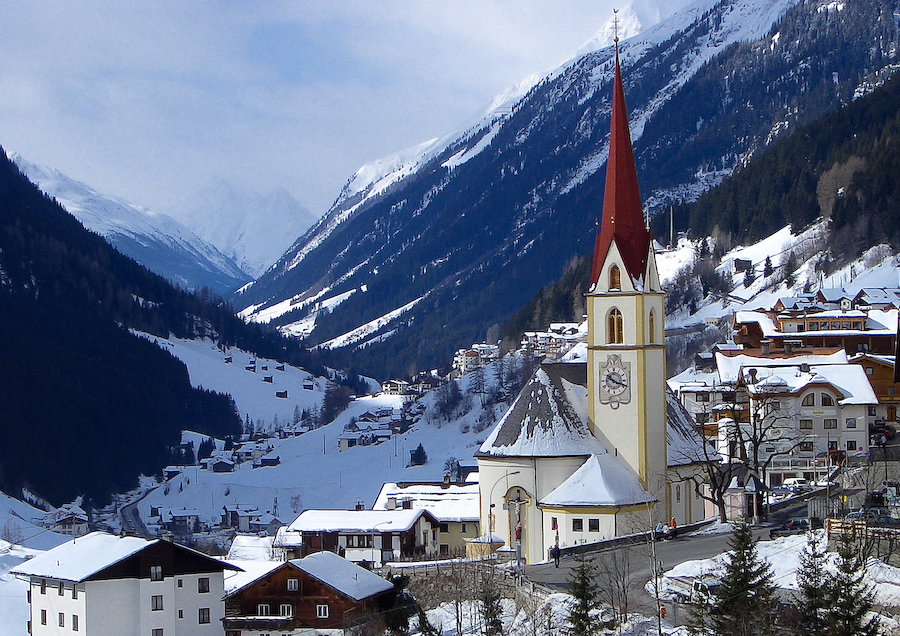
Kościół św. Antoniego (Hl. Antonius)

Bardzo wcześnie, pod koniec XIV wieku pojawiła się w Kappl kaplica św. Antoniego Pustelnika. Z powstaniem kaplicy związana jest etymologia nazwy Kappl: ba’r Kopla (bei der Kapelle) oznacza: przy kaplicy.
W miejscu kaplicy powstał w latach 1480–1482 kościół: najpierw wybudowano prezbiterium i wieżę kościelną, a następnie nawę główną. Kościół do roku 1692 był wielokrotnie przebudowywany.
W należącym do gminy Kappl Langesthei stoi barokowy kościół św. Hieronima (Hl. Hieronymus). Na szczególną uwagę zasługują w nim malowidła na sklepieniu oraz bogata ornamentyka autorstwa austriackiego malarza stylu klasycystycznego Leopolda Puellachera (1776−1842).

## Turystyka
Dziś Kappl i pozostałe miejscowości w dolinie Paznaun: Galtür, See i przede wszystkim Ischgl są bardzo popularnymi ośrodkami turystycznymi. Położone w sercu masywu górskiego Silvretty, pośród alpejskich trzytysięczników są obszarem obfitującym w śnieg: sezon zimowy trwa już od początku grudnia aż do pierwszych dni maja. W samym Kappl znajduje się ośrodek narciarski Dias-Alpe z 40 kilometrami zjazdowych tras narciarskich i dziewięcioma wyciągami. Ośrodek narciarski w Kappl został uhonorowany przez ekspertów sportów zimowych z ADAC brązowym medalem w kategorii "Rodzinny Ośrodek Narciarski".

### Park rozrywki Sunny-Mountain
W parku rozrywki Sunny-Mountain dzieci stawiają swoje pierwsze kroki na nartach. Znajdująca się na wysokości 1830 m n.p.m. restauracja oferuje nie tylko kulinarne specjały, ale znajduje się tam też małe przedszkole, szkółka narciarska dla najmłodszych oraz restauracja specjalnie dla dzieci.